# 麥特·卡本特
馬修·馬丁·李·卡本特（英語：Matthew Martin Lee Carpenter；1985年11月26日—），通稱麥特（Matt），是前美國職棒大聯盟的球員，聖路易紅雀隊在2009年選秀會上選擇與他簽約，2011年卡本特成功登上大聯盟。他生涯曾效力於紅雀、洋基與教士等隊。
卡本特自2013年起站穩大聯盟先發席位，他可以擔任一壘、二壘以及三壘守備。截至目前為止，他曾三度入選全明星陣容。卡本特是紅雀隊隊史第一位二壘銀棒獎得主，該（2013）年他在安打、得分和二壘安打數等項目皆領先於大聯盟。

## 生平

### 早年
卡本特在德州加爾維斯敦出生。父親里克（Rick）從事業餘棒球，也是一位高中教練。母親泰米（Tammie）年輕時也是一名壘球選手。
在父親執教的埃爾金斯高中，卡本特是球隊的重要支柱。2002年他率隊打出35勝1負的成績，里克·卡本特也因此獲選《今日美國》的高中棒球年度最佳教練。卡本特是埃爾金斯校隊的隊史安打王，他的隊友詹姆斯·隆尼則是早他一步成功登上大聯盟（2005年，洛杉磯道奇隊）。
之後卡本特前往德克萨斯基督教大学，主修傳播。傑克·艾瑞亞塔是卡本特的大學隊友。卡本特在三年級球季因為一次一壘守備受傷，必須接受韌帶重建手術，球季報銷。當時這種手術在野手較為罕見，他因此獲得額外的1年傷停時間。復原期間，卡本特律己不嚴，體重一度站上204磅。在教練吉姆·施洛斯納格的開導下，卡本特才回到正軌。
卡本特的一個機緣是與大聯盟選手托利·杭特的相遇，後者邀請他一同進行訓練，並且全額負擔昂貴的健身房教練費用。杭特相信，透過自己的投資，這名年輕球員可以取得長足的進步。傷癒回歸的卡本特在大學四年級的球季打出3成33打擊率、4成72上壘率、6成62長打率的三圍。

### 職業生涯
2009年的美國職棒選秀會，聖路易紅雀隊選擇了卡本特（第13輪，通算第399順位）。出於年紀、傷勢等劣勢條件，他僅以1,000美元與球隊簽約。2010年獲選紅雀隊小聯盟年度球員，此後他的表現開始受到矚目。

#### 聖路易紅雀隊
2011年

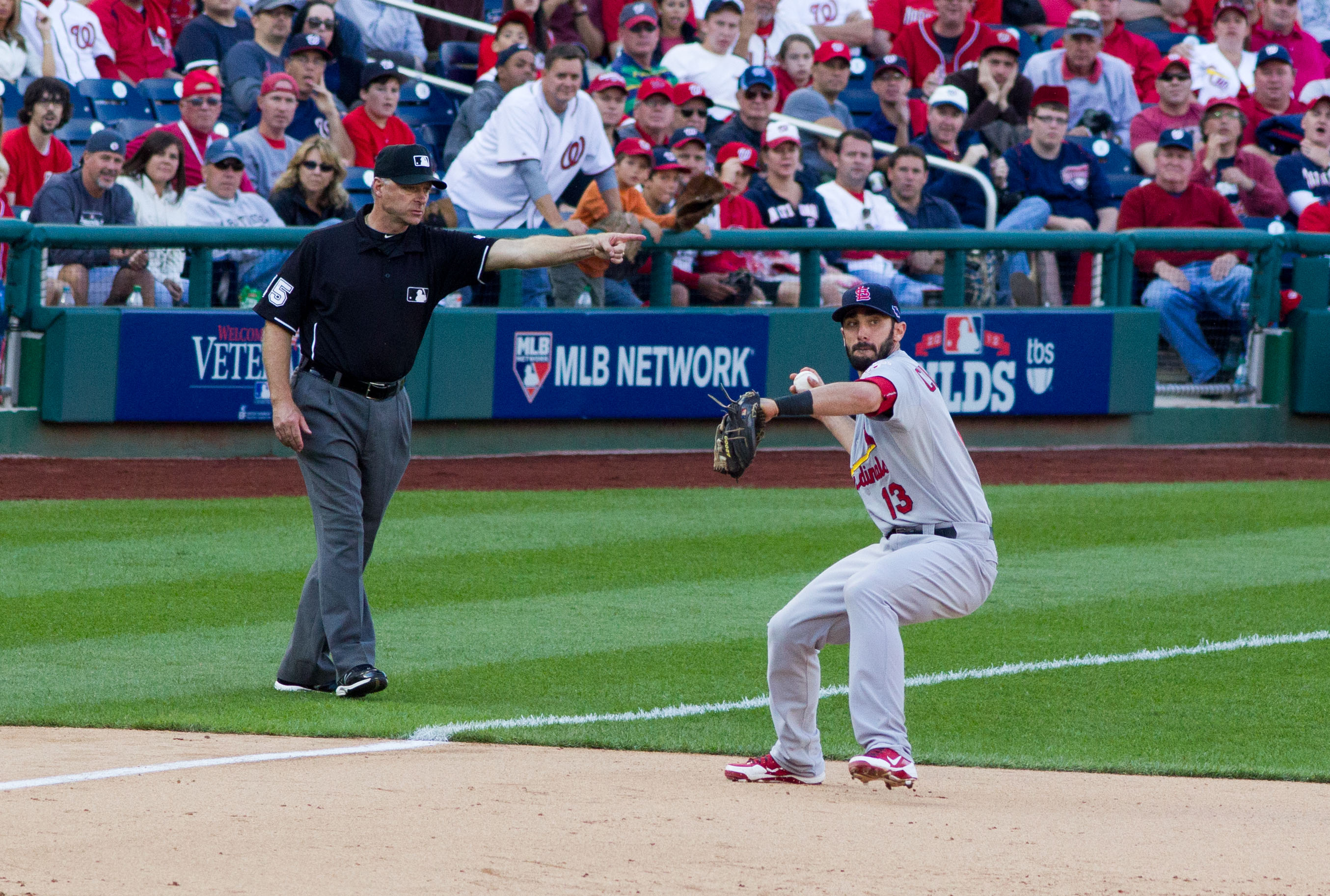
傳球過程中的卡本特，攝於2012年10月10日

2011年球季，卡本特先是從小聯盟AAA球隊起步。6月4日是他的大聯盟初登場，為先發三壘手，打第七棒。該年他在大聯盟的時間不長，僅出賽7場。紅雀隊一路打進世界大賽，卡本特也不在球隊名單上。即使如此，他還是得到了一枚冠軍戒指。
2012年
2011年季後亞伯特·普荷斯的離隊，為卡本特打開了空間。除了一壘之外，他也開始練習外野守備，藉以提升自己的可調度性。該年他受右腹部拉傷影響，出賽114場，有2成94打擊率、3成65上壘率、4成63長打率的打擊三圍，附帶6支全壘打、22支二壘打、46分打點。
2012年10月17日，卡本特初次在季後賽出賽，三局下半替補傷退的卡洛斯·貝爾川，並從麥特·凱恩手中敲出個人生涯第一支季後賽全壘打。
2013年
紅雀隊在季前規劃卡本特成為先發二壘手。事實上，成為職業球員之後，卡本特雖然偶而從事二壘守備，卻是直到去年的7月，才第一次在二壘先發出賽（且整年下來只守了短短18局）。由於二壘防區的明星球員難尋，紅雀隊決定將其交給自家養成的卡本特，此舉被外界視為大膽的決策。之後經過春訓的磨合，卡本特成功成為開幕戰的先發二壘手。
在幾位主力球員表現不佳的情形下，卡本特從4月中旬開始嘗試開路先鋒（打線第一棒）的角色，即使他缺少傳統上這個位置需要的跑速。不過卡本特的適應相當良好，上半季有25支二壘打，得65分，且有二次連續12場安打的表現，使他獲選該年的全明星陣容，前往花旗球場參加夏季盛典。9月21日，卡本特敲出本季第54支二壘打，打破隊史左打者紀錄。總計他在2013年打出199支安打（大聯盟第1），包括55支二壘打（大聯盟第1），得126分（大聯盟第1），並有3成18的打擊率，4成23上壘率（僅落後秋信守），是成功的開路先鋒。他的打擊率、上壘率（3成92）、壘打數（301）、一壘打（126）、三壘打（7）、保送（72）等多個項目，在國家聯盟都在前十位內。
卡本特並未將季賽的好表現攜入季後賽，首輪的19個打數只有1支安打，國聯冠軍賽階段則進步到2成61打擊率，不過紅雀隊在第六戰擊敗道奇隊王牌克萊頓·克蕭，成功挺進世界大賽。面對波士頓紅襪隊，紅雀隊與之纏鬥六場，卡本特在第六戰遭上原浩治三振出局，這也是該年球隊及他個人的最後一個打數。
季後，卡本特獲得生涯首座銀棒獎，是紅雀隊隊史首位二壘銀棒獎得主。此外他在年度最有價值球員的票選中列名第4位。紅雀隊選擇與他續約，合約共6年52,000,000美元，附帶2020年18,500,000美元的選擇權。
2014年
隨著新秀寇頓·王的到來，卡本特在本季重返三壘防區，打序則維持在第一棒。在4月至5月間，表現有起有伏。6月4日對堪萨斯市皇家隊單場5支5，包括延長第11局的致勝打點，使個人的賽季打擊率提升至3成07。之後他再次獲選全明星陣容，與會該年在標靶球場舉行的賽事。

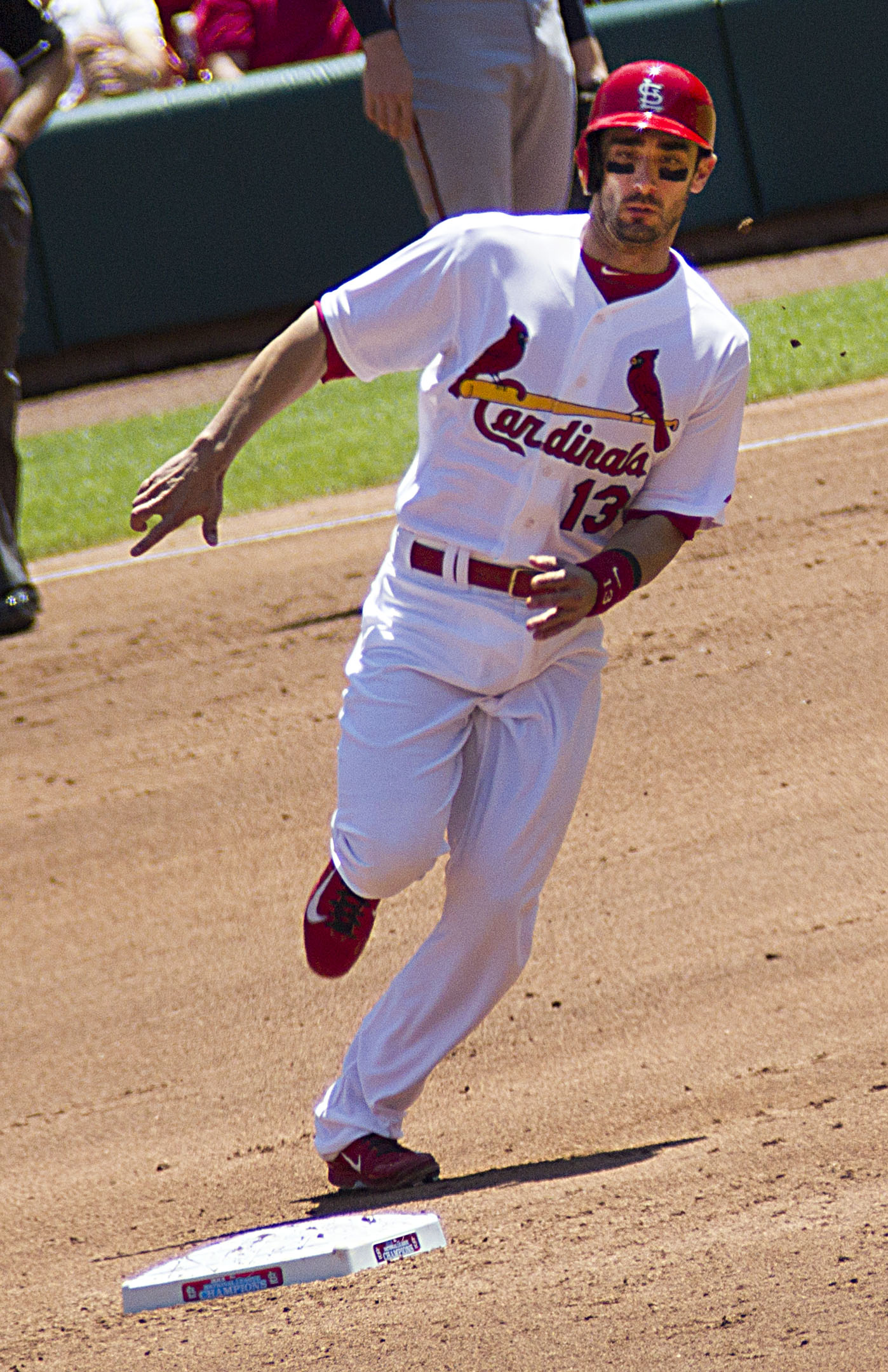
繞壘中的卡本特，2014年

總計卡本特在2014年出賽158場，他的三圍是2成71打擊率、3成75上壘率（國聯第8）、3成75長打率，包括33支二壘打、8支全壘打和59分打點，得59分（國聯第3），獲保送95次（國聯第1）。每個打數耗費對手4.36球，說明他是一位相當難纏的開路先鋒。
紅雀隊在季後賽首輪再次對上洛杉磯道奇隊，卡本特在首戰、第二戰連續開轟，次輪對舊金山巨人隊也有2支全壘打的演出。
2015年
4月19日，卡本特擊出生涯第5支首打席全壘打。在當天的比賽結束後，他已經連續7場繳出多安打的表現，且至少都有一支長打，追平了隊史紀錄。在4月14日至19日期間，卡本特的打擊率是4成80，長打率更是誇張的8成80，理所當然地獲選國家聯盟單週最佳球員。4月22日，再打出生涯第6支首打席全壘打。
4月底卡本特被調整至打線第二棒，之後一段時間遭遇了暈眩、脫水和心律不整等問題。5月24日，對尤丹諾·范圖拉擊出個人球季第8轟，這恰好也是卡本特生涯第500安、第300得分。6月份他的打擊率只有1成90，遂在7月30日重回開路先鋒角色，並立刻繳出生涯首次的單場多次全壘打表現（2轟）。7月30日至8月5日間，共打出5轟。8月份的《棒球美國》雜誌將卡本特的好球判准評為國聯第三佳。球季結算，他有28支全壘打（生涯首次20+）、44支二壘打（國聯第1）和84分打點（紅雀隊第1）的成績，且再次在上壘率、攻擊指數、得分、保送等項目列入國聯前十位。卡本特在該年的國聯最有價值球員評選中排名第12。
2016年
2016年5月7日，對匹茲堡海盜隊的A.J.修格爾敲出生涯第一支再見全壘打。5月19日，在主場打出個人新高的單場6打點。自2013年至此，擔任開路先鋒的卡本特不論安打、得分、全壘打和打點等項目，都是大聯盟最多，堪稱最佳「核彈頭」。5月30日至6月5日間，在6場比賽中一共打出14支安打。之後，他從三壘再次轉換至二壘守備。
上半季破1的攻擊指數表現（1.008），使卡本特第三次獲選全明星陣容。下半季他受到傷勢影響，總計該年出賽數為129場，打擊率2成71，惟攻擊指數仍是生涯新高的.885，此外有20支全壘打、36支二壘打、68分打點和81個保送。這一年的卡本特堪稱多守位工具人，除了前述的二壘、三壘之外，他在一壘也出賽超過40場。
2017年
紅雀隊在2017年將卡本特規劃為主戰一壘手。4月27日，對多倫多藍鳥隊的J·P·豪厄爾擊出再見滿貫全壘打，也是個人生涯第一發滿貫砲。5月14日對大學時期的隊友傑克·艾瑞亞塔開轟，這終結了此前28個打數沒有安打的雙方對戰窘境。
7月至9月期間，他遭遇了肩傷等程度不等的傷勢，也曾提早離場，但總地來說傷勢並不嚴重。2017年球季，他共出賽145場，打擊率2成41，上壘率3成84，長打率4成51，包括23支全壘打和69分打點，獲得國聯次多的109次保送（個人生涯新高），此外他的滾地球比率是大聯盟最佳的26.9%。迄該年球季為止，卡本特在開路先鋒的角色上表現傑出，在2,191個打數中，他的通算三圍是2成91／3成91／4成87，在加權得分創造值（wRC+）的項目則有142的表現。在此同時，雖然接受總教練的安排，不斷嘗試不同的守備位置，以迎合球隊隊形的調整，卡本特在打序其他位置上的表現卻明顯矮上一截。在其餘的1,044個打數當中，他的加權得分創造值僅有104，約居於聯盟平均。是以他的定位也不斷受到球界專家和球評的挑戰。
季後，卡本特再次進行了MRI檢查，證實他的肩傷並不嚴重，不須進行手術。
2018年
2018年開季期間，卡本特的表現顯著衰退。在5月15日之前，他只有慘澹的1成40打擊率。這段期間，他仍有一些亮點演出：5月1日對喬金·索里亞敲出生涯第100支全壘打，6月26日對克里夫蘭印地安人隊有單場5安、5打點，附帶2支全壘打的表現，隊史首見。5月15日之後，卡本特似乎有所反彈，在接下來的214個打數中擊出20轟，附帶24支二壘打。「回春」的表現使他一度被列入明星賽最後候選名單，惜未入選。
7月20日對芝加哥小熊隊再演出單場5安（3轟、2二壘打），個人7分打點，率隊以18:5輕取對手。7月22日，獲選國聯單週最佳球員。
7月31日，在主場對科羅拉多落磯隊打出首打席全壘打（生涯第22支），隊史新高。之後卡本特獲選7月的國聯最佳球員，生涯首次獲獎。
8月26日前往庫爾斯球場，對落磯隊單場再敲出四支二壘安打，追平大聯盟紀錄，也成為自1937年喬·梅德威克以來，第一位達成此紀錄的紅雀隊球員。8月份的卡本特有著強勢的表現，除了獲選8月第一週的國聯單週最佳球員之外，更將自己的二壘打、全壘打、長打率、攻擊指數等數值提升到聯盟前位，甚至問鼎最有價值球員的程度。可惜9月的表現再次下滑，使他與該獎失之交臂。
該年卡本特出賽159場，有2成57打擊率、36支全壘打以及81分打點。他的強擊球（hard-hit batted balls）比率是49%，滾地球比率則是26.4%，二者均領先於大聯盟所有打者。另外，在賽季整整564個打數中，都沒有擊出雙殺打，這是隊史首見。以上均說明了他的打擊紮實，落點良好，搭配本身就優秀的選球和本壘板紀律，使卡本特可以繼續捍衛開路先鋒一角。
2019年
4月10日，卡本特與紅雀隊達成了2年39,000,000美元的延約協議，包括2022年價值18,500,000美元的選擇權，條件則是卡本特在2019年、2020年球季合計必須有1,100個打席。他的開季表現不佳，至7月2日為止僅有2成16打擊率，隨後便因為背傷而進入傷兵名單。7月11日復出，再因擊球打中腳步而二度列入傷兵。8月4日再次復出。總計卡本特在2019年球季出賽126場，三圍是2成26／3成34／3成92，有15支全壘打，46分打點。
2020年
在疫情的縮水賽季中，卡本特共出賽50場，各項數值都是生涯新低。
2021年
隨著明星三壘手諾蘭·阿里納多的到來，加以湯米·艾德曼站穩二壘先發，卡本特必須從板凳出發。5月15日在客場登板後援，生涯首次，投1+1⁄3局無自責分。卡本特在2021年球季的打擊三圍是1成69／3成05／2成75，207個打數有3支全壘打，21分打點。

#### 紐約洋基隊

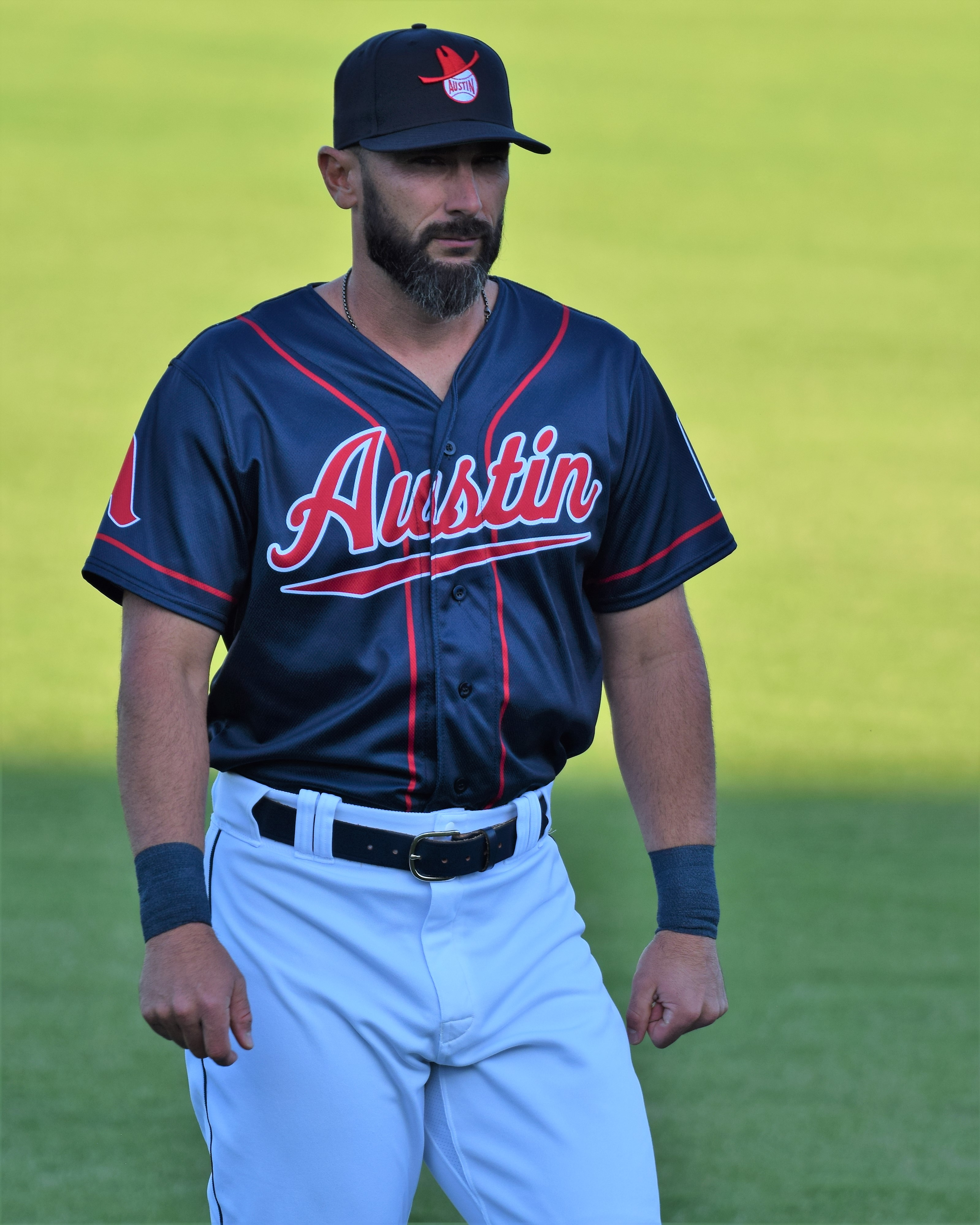
2022年的卡本特，身著遊騎兵AAA制服

2022年3月18日，卡本特先是和遊騎兵隊簽訂小聯盟約，附帶春訓邀請。他並沒有躋身於大聯盟開季名單，之後則是前往小聯盟AAA報到。5月19日，遊騎兵隊將卡本特釋出。他在5月26日和洋基隊簽大聯盟約。
6月12日，卡本特對小熊隊單場雙響砲，附帶平個人紀錄的7分打點。這是他披洋基條紋制服出賽的第10場比賽，已經打出6支全壘打，是洋基隊隊史首見。

## 技術特點
卡本特登記的身高是6呎3吋（1米91），體重205磅（93公斤）。打擊時不使用手套是他的特點之一。

## 生涯成績
|          |          |      | 打席\| | 打數\| |     |     |     |    |     |      |     |    |    |    |    |     |    |    |     |    |      |      |      | 攻擊指數 |
| -------- | -------- | ---- | ------ | ------ | --- | --- | --- | -- | --- | ---- | --- | -- | -- | -- | -- | --- | -- | -- | --- | -- | ---- | ---- | ---- | -------- |
| 2011年   | STL      | 7    | 19     | 15     | 0   | 1   | 1   | 0  | 0   | 2    | 0   | 0  | 0  | 0  | 0  | 4   | 0  | 0  | 4   | 0  | .067 | .263 | .133 | .396     |
| 2012年   | STL      | 114  | 340    | 296    | 44  | 87  | 22  | 5  | 6   | 137  | 46  | 1  | 1  | 0  | 7  | 34  | 2  | 3  | 63  | 10 | .294 | .365 | .463 | .828     |
| 2013年   | STL      | 157  | 717    | 626    | 126 | 199 | 55  | 7  | 11  | 301  | 78  | 3  | 3  | 3  | 7  | 72  | 1  | 9  | 98  | 4  | .318 | .392 | .481 | .873     |
| 2014年   | STL      | 158  | 709    | 595    | 99  | 162 | 33  | 2  | 8   | 223  | 59  | 5  | 3  | 2  | 9  | 95  | 2  | 8  | 111 | 3  | .272 | .375 | .375 | .750     |
| 2015年   | STL      | 154  | 665    | 574    | 101 | 156 | 44  | 3  | 28  | 290  | 84  | 4  | 3  | 0  | 4  | 81  | 5  | 6  | 151 | 5  | .272 | .365 | .505 | .871     |
| 2016年   | STL      | 129  | 566    | 473    | 81  | 128 | 36  | 6  | 21  | 239  | 68  | 0  | 4  | 3  | 4  | 81  | 6  | 5  | 108 | 4  | .271 | .380 | .505 | .885     |
| 2017年   | STL      | 145  | 622    | 497    | 91  | 120 | 31  | 2  | 23  | 224  | 69  | 2  | 1  | 2  | 5  | 109 | 4  | 9  | 125 | 5  | .241 | .384 | .451 | .835     |
| 2018年   | STL      | 156  | 677    | 564    | 111 | 145 | 42  | 0  | 36  | 295  | 81  | 4  | 1  | 0  | 4  | 102 | 17 | 6  | 158 | 0  | .257 | .374 | .523 | .897     |
| MLB：8年 | MLB：8年 | 1020 | 4315   | 3640   | 653 | 998 | 264 | 25 | 133 | 1711 | 485 | 19 | 16 | 10 | 40 | 578 | 37 | 46 | 818 | 31 | .274 | .377 | .470 | .847     |

註：數據更新至2018年球季為止。

## 個人生活
卡本特的弟弟泰勒（Tyler）曾是紐約大都會隊的小聯盟球員。
他與麥肯錫·德特莫爾（Mackenzie Detmore）於2011年12月10日結婚，傑克·艾瑞亞塔是婚禮的伴郎。婚後他們居住在密蘇里城。2016年5月25日誕下一女。2017年11月20日再添一子。
卡本特信仰基督教。

## 軼事
- 卡本特自小崇拜蘭斯·柏克曼，也曾與他短暫成為隊友。未婚妻麥肯錫曾送給他一張柏克曼的海報，卡本特視為至寶。[88]
- 2017年的哈維颶風重創了大休士頓地區，卡本特為此發起一項慈善活動：直到該年球季結束為止，個人每一次全壘打都向受災戶捐出10,000美元。[89][90]此活動也得到隊友亚当·温赖特等人的響應。[91]